# 益田好次
益田 好次（ますだ よしつぐ、旧字体：益󠄁田 好次󠄁、天正11年（1583年）? - 寛永15年2月28日（1638年4月12日））は、江戸時代前期の人物。
島原の乱の一揆軍の首謀者のひとりで、通称の益田 甚兵衛（旧字体：益󠄁田 甚兵衞）の名で多くの史料にみられる。キリシタンで、霊名はペイトロ。

## 概要
天草の大矢野島で生まれた。若い頃は小西行長に祐筆として仕える（6000石とも）。関ヶ原の戦い後は帰農し、宇土の江部村や長崎、故郷・大矢野島で生活した。
島原の乱では、評定衆の筆頭として戦略を協議した（原城本丸を守備）。原城落城の日、本丸で戦死したと思われる。『戸田家記録』には、芦塚某（蘆塚忠右衛門か）と刺し違えたとある。

## 家族
- 父 - 益田宗右衛門
- 妻 - マルタ（千束善右衛門の妹とも）
  - 1637年11月、娘や渡辺小左衛門らとともに江部村に隠れていたところを三淵内匠によって捕らえられた。当時50歳ごろだったとされる[4]。1638年1月ごろ、娘たちとともに肥後から原城付近に移送される[5]。幕府方の策略で、娘レシイナと連名で原城内に「異教徒を城から出せば母娘らが原城内に入れる」という一種の人質交換を申し出る書面を甚兵衛と四郎あてに送っているが、効果はなかった[6]。天草の乱鎮圧後、1638年3月6日に原城付近で処刑された[7]。
- 長女 - お福（洗礼名：レシイナ）
  - 1637年11月に捕縛。当時22-23歳ごろだったとされる[4]。以後、母マルタと行動を共にし、3月6日に原城付近で処刑された[7]。
- 義息 - 渡辺小左衛門（洗礼名：ムラシニ）：お福の夫。
- 次女 -  リオナ
- 嫡男 - 時貞（天草四郎）（洗礼名：ジェロニモ、のちフランシスコ）
- 三女 - 蔓（万）（洗礼名：マルイナ）
  - 1637年11月に捕縛。当時7歳ごろだったとされる[4]。以後、母マルタらと行動を共にする。3月3日に処刑された[7]。